# Plastique Tiara
Plastique Tiara, nombre artístico de Duc Tran, es una drag queen y cantante vietnamita-estadounidense. Es conocida por competir en la undécima temporada de RuPaul's Drag Race, también ha colaborado con varios maquilladores en YouTube.

## Primeros años
Tran nació en Saigón, en la Ciudad Ho Chi Minh. Su familia se trasladó a Estados Unidos cuando tenía 11 años, y empezó a hacer drag a los 18 años. Su madre drag es Alyssa Edwards, y es miembro de la Drag Haus of Edwards.

## Carrera

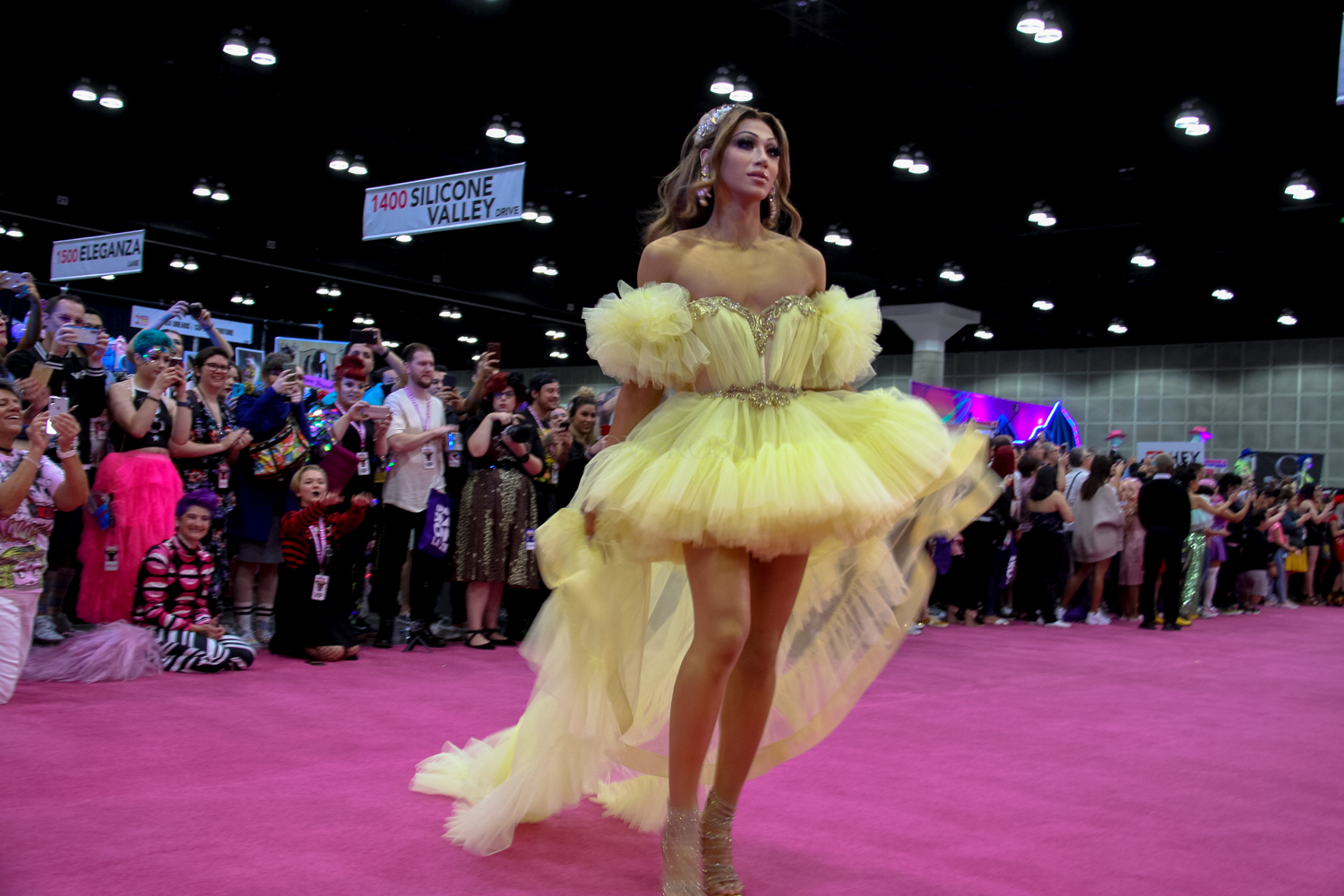
Tiara en 2019

Tiara intentó hacer una audición por primera vez en una temporada de America's Next Top Model como modelo masculino. Sus fotos fueron publicadas en las redes sociales de Tyra Banks.
Apareció en vídeos de YouTube de Patrick Starrr desde 2018. Tiara también le hizo una transformación drag a James Charles en marzo de 2019.
Tiara tenía aproximadamente 250,000 seguidores de Instagram antes de ser anunciada para Drag Race.

### RuPaul's Drag Race
Tiara fue anunciada como una de las competidoras de la undécima temporada de RuPaul's Drag Race el 24 de enero de 2019. En el episodio tres, formó parte del primer lip sync de seis personas en la historia del programa. Tiara ganó el desafío principal de costura de pasarela en el episodio siete. Dos episodios más tarde, fue eliminada después de perder un lip sync de "Hood Boy" de Fantasia contra Vanessa Vanjie Mateo. Tiara recibió un millón de seguidores tras su paso por el programa.
Anna Quintana de Distractify la describió como "la estrella emergente de la serie de VH1... [Ella] ha estado arrasando en la competencia — y estamos seguros que tiene mas trucos bajo la manga." Al llegar al tercer episodio, los lectores de Gold Derby la clasificaron como la tercera en tener más posibilidades de ganar tras Brooke Lynn Hytes y A'keria C. Davenport.

### Música
Tras la semana de su eliminación, Tiara lanzó su primer sencillo, "Irresistible", el 26 de abril de 2019. El vídeo musical fue realizado el mismo día.

## Vida personal
Tran reside en Dallas, Texas, desde 2019. Fuera de drag, trabaja como peluquero y usa cabello humano. Ha creado pelucas para varias alumnas de Drag Race, incluyendo Aquaria. Tran cita a la cultura pop vietnamita como su inspiración en su estética drag, incluyendo Minh Tuyết, que Tuyết reconoció.

## Filmografía

### Televisión
| Año  | Título                       | Papel      | Notas       |
| ---- | ---------------------------- | ---------- | ----------- |
| 2019 | RuPaul's Drag Race           | Ella misma | Concursante |
| 2019 | RuPaul's Drag Race: Untucked | Ella misma |             |

### Vídeos musicales
| Año  | Título       | Artista    | Director      |
| ---- | ------------ | ---------- | ------------- |
| 2019 | Irresistible | Ella misma | Assaad Yacoub |

### Series web
| Año  | Título         | Papel      | Ref.   |
| ---- | -------------- | ---------- | ------ |
| 2018 | Drag 101       | Ella misma | [ 25 ] |
| 2019 | Watcha Packin? | Ella misma | [ 26 ] |

## Discografía

### Sencillos
| Año  | Título         |
| ---- | -------------- |
| 2019 | "Irresistible" |